# Municipio de Thompson (condado de Delaware)
El municipio de Thompson (en inglés: Thompson Township) es un municipio ubicado en el condado de Delaware en el estado estadounidense de Ohio. En el año 2010 tenía una población de 684 habitantes y una densidad poblacional de 13 personas por km².

## Geografía
El municipio de Thompson se encuentra ubicado en las coordenadas 40°23′44″N 83°12′58″O / 40.39556, -83.21611. Según la Oficina del Censo de los Estados Unidos, el municipio tiene una superficie total de 52.61 km², de la cual 52,31 km² corresponden a tierra firme y (0,58 %) 0,31 km² es agua.

## Demografía
Según el censo de 2010, había 684 personas residiendo en el municipio de Thompson. La densidad de población era de 13 hab./km². De los 684 habitantes, el municipio de Thompson estaba compuesto por el 98,54 % blancos, el 1,02 % eran afroamericanos y el 0,44 % eran de una mezcla de razas. Del total de la población el 1,61 % eran hispanos o latinos de cualquier raza.